# Авдіївка (Кіровський район)
Авді́ївка (рос. Авдеевка) — село в Кіровському районі Приморського краю, входить в Кіровське міське поселення.. Розташоване на рівнині річки Шмаковка. Назва пов'язана з ім'ям перших переселенців. 

## Історія
Засноване в Успенській волості Уссурійського краю 1895 року на місці, обраному ходоками. У селі була церква 1903 року побудови, школа, відкрита 1901 року, проводились ярмарки. Через селище проходили дві трактові дороги: зі станції Шмаковка на село Успенка та інша — на Свято-Троїцький чоловічий монастир. 
1931 року утворився колгосп «Комсомолець», одночасно з ним була створена реалбаза хлібопродуктів. 

## Підприємства
Основні підприємства: 2 нафтобази, реалбаза, районне підприємство котелень та теплових мереж, філія Кіровськлісу. Діють школа, СДК, бібліотека, ФАП. Основна частина населення працює на сільськогосподарському виробництві відділення СГВК «Шмаковський» і на залізниці. 